# Saturnalia
Saturnalia – doroczne święto ku czci boga rolnictwa Saturna obchodzone w starożytnym Rzymie od 17 do 23 grudnia.
Początkowo święto trwało jeden dzień – czternasty przed kalendami styczniowymi, czyli 19 grudnia. W połowie I wieku p.n.e. obchody obejmowały już tydzień (17–23 grudnia). Oktawian August nakazał skrócić je do trzech dni, aby sądy nie musiały być zamknięte zbyt długo, lecz mimo to na ogół świętowano przez tydzień.
Było to święto pojednania i równości o charakterze swawolnym, podczas którego ulegały zatarciu różnice społeczne wraz z odwróceniem tradycyjnych ról (niewolnicy rozkazywali panom, którzy im usługiwali). Zawieszano też wówczas prowadzenie wszelkiej działalności gospodarczej. Saturnowi składano ofiary, a radosne orszaki krążyły po mieście podążając na uczty i zabawy. Ojców rodzin obdarzano podarkami – głównie woskowymi świecami i glinianymi figurkami (jako symbol ofiar z ludzi składanych Saturnowi we wcześniejszych czasach).
Świętem bliskim Saturnaliom były Brumalia (od jednego z imion boga Bachusa, Brumus lub od łac. bruma – najkrótszy dzień), obchodzone dwa razy w roku, w związku z równonocą jesienną i wiosenną (Saturnalia obchodzono w okresie przesilenia zimowego; istnieje także interpretacja, według której Brumalia odbywano w innych okresach); wydarzenia te z czasem zaczęto mylić i utożsamiać.